# Ceratodus
Genre
Ceratodus est un genre éteint de poissons à nageoires charnues de la famille également éteinte des Ceratodontidae et de l'ordre des Ceratodontiformes. Les différentes espèces sont trouvées dans des terrains datant du Trias à l'Éocène, avec une répartition mondiale.

## Liste des espèces
- †Ceratodus altus Agassiz, 1838
- †Ceratodus americanus Knight, 1898
- †Ceratodus arenaceus Quenstedt, 1883
- †Ceratodus avus Woodward, 1906
- †Ceratodus bovisrivi Linck, 1962
- †Ceratodus brasiliensis Souza Cunha et Ferreira, 1980
- †Ceratodus bucobaensi Minikh, 1977
- †Ceratodus capensis Woodward, 1889
- †Ceratodus carinatus Schaal, 1984
- †Ceratodus casieri Cappetta, 1972
- †Ceratodus cruciferus Cope, 1876
- †Ceratodus curvus Agassiz, 1838
- †Ceratodus daedaleus Agassiz, 1838
- †Ceratodus disauris Agassiz, 1838
- †Ceratodus diutinus Kemp, 1993
- †Ceratodus elegans Vollrath, 1923[2]
- †Ceratodus emarginatus Agassiz, 1838
- †Ceratodus facetidens Chabakov, 1931
- †Ceratodus felchi Kirkland, 1987
- †Ceratodus frazieri Ostrom, 1970
- †Ceratodus gibbus Agassiz, 1838
- †Ceratodus guentheri Marsh, 1878
- †Ceratodus gustasoni Kirkland, 1987
- †Ceratodus heshanggouensis Cheng, 1980
- †Ceratodus heteromorphus Agassiz, 1838
- †Ceratodus humei Priem, 1914
- †Ceratodus hunterianus Oldham, 1859
- †Ceratodus iheringi Ameghino, 1906
- †Ceratodus jechartiensis Minikh, 1977
- †Ceratodus kannemeyeri Seeley, 1897
- †Ceratodus kaupi Agassiz, 1838
- †Ceratodus kaupii Agassiz, 1838
- †Ceratodus kempae Frederickson et al., 2016
- †Ceratodus kirklandi Frederickson et al., 2016
- †Ceratodus kranzi Frederickson et al., 2016
- †Ceratodus latissimus Agassiz, 1838
- †Ceratodus madagascariensis Priem, 1924
- †Ceratodus madelungi Volz, 1896
- †Ceratodus minor Liu et Yeh, 1957
- †Ceratodus minutus Haug, 1905
- †Ceratodus molossus Frederickson et al., 2016
- †Ceratodus nageshwarai Shah et Satsangi, 1970
- †Ceratodus nirumbee Frederickson et al., 2016
- †Ceratodus obtusus Agassiz, 1838
- †Ceratodus orenburgensis Minikh, 1977
- †Ceratodus palaeoruncinatus Frentzen, 1924
- †Ceratodus parvus Agassiz, 1838
- †Ceratodus paucicristatus Cope, 1877
- †Ceratodus pectinatus Tabaste, 1963
- †Ceratodus phillipsi Agassiz, 1838
- †Ceratodus planasper Linck, 1962
- †Ceratodus planus Agassiz, 1838
- †Ceratodus priscus Fraas, 1904
- †Ceratodus rectangularis Linck, 1936
- †Ceratodus recticristatus Vorobyeva et Minikh, 1968
- †Ceratodus robustus Knight, 1898
- †Ceratodus rucinatus Plieninger, 1844
- †Ceratodus shenmuensis Liu et Yeh, 1960
- †Ceratodus stewarti Milner et Kirkland, 2006
- †Ceratodus tunuensis Agnolin et al., 2018
- †Ceratodus vinslovii Cope, 1875
- †Ceratodus youngi Liu et Yeh, 1960
- †Ceratodus yuanjianhensis Hubei, 1977